# Stainless
Stainless is een Frans historisch merk van inbouwmotoren voor bromfietsen en motorfietsen.
Het bedrijf was aanvankelijk gevestigd in Lyon, later in Villefranche-sur-Saône en was verbonden met het merk Rhony'x.
Vanaf 1932 tot begin jaren vijftig produceerde men 50cc- en 125cc-tweetaktinbouwmotortjes voor Rhony'x, maar ook voor andere merken, zoals Carpio, Dresch, Feminia, Le Grimpeur, Juncker, Lafour & Nougier, Sphinx en Verlor.